# Concepción Mendizábal Mendoza
Concepción Mendizábal Mendoza (Ciudad de México, 4 de marzo de 1893 - 23 de noviembre de 1985) fue la primera ingeniera civil mexicana.

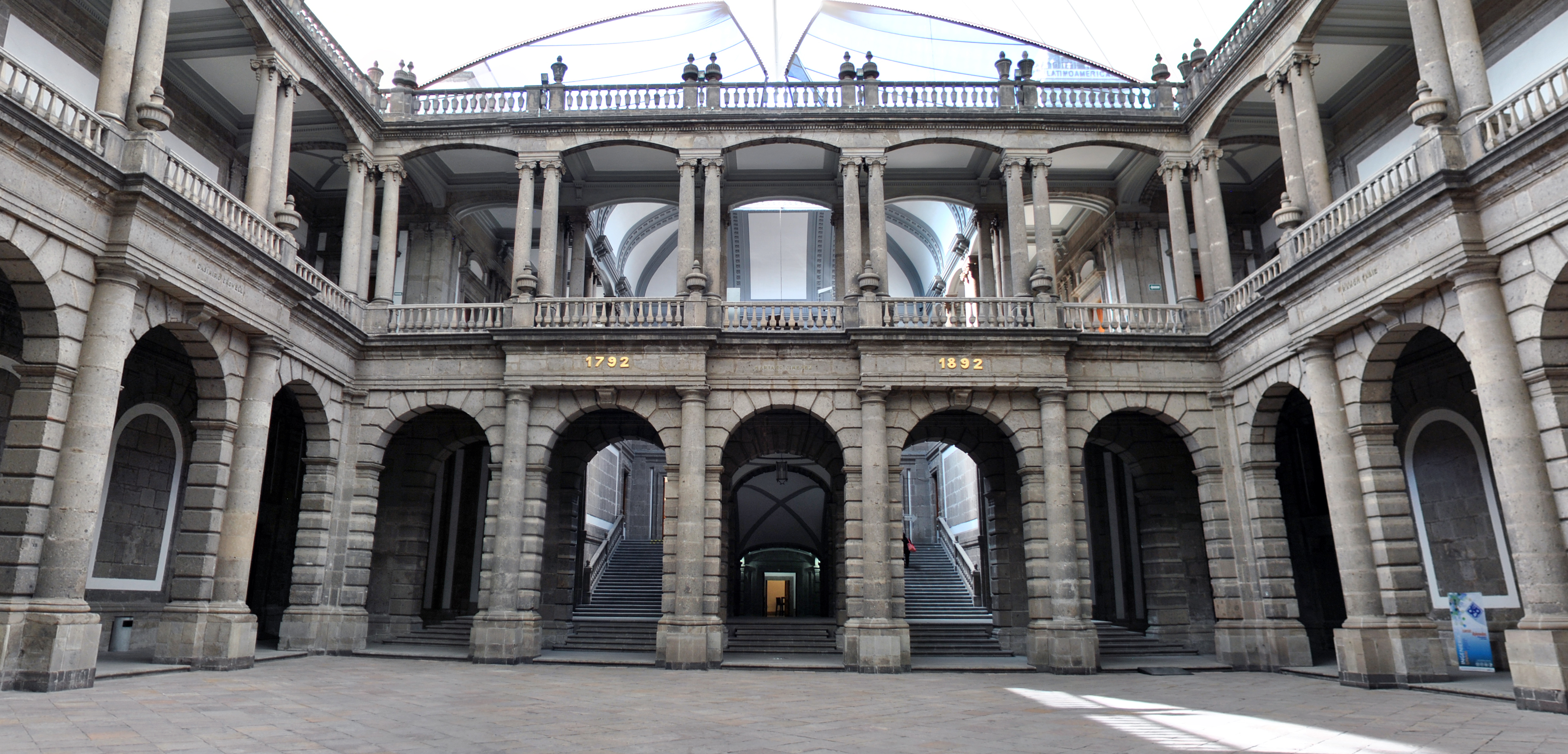
Patio del Palacio de Minería, donde Concepción Mendizábal Mendoza estudió ingeniería civil

## Antecedentes
En el Palacio de Minería, tuvo su sede la Escuela Nacional de Ingenieros (ENI) creada en 1782 como Real Seminario de Minería, cuna de ingenieros de la Nueva España y primer centro de enseñanza científica del continente americano. En 148 años tuvo sólo alumnos varones, y todavía hacia 1900 había 250 estudiantes de ingeniería en el país, pero ninguna mujer entre ellos. El hecho de que una mujer cursara una "carrera de hombres", era motivo de escándalo social, pues significaba desafiar las "buenas costumbres".
En 1909, Dolores Rubio Ávila inició sus estudios. Muchas fuentes afirman que no se graduó, pero el ingeniero Federico Juárez Andonaegui asegura lo contrario en su Historia de la Ingeniería: “La primera dama en recibir el Título de Ingeniero Metalurgista fue la C. Dolores Rubio Ávila en 1910.” En lo que hay coincidencias es que Rubio Ávila fue la primera mujer que obtuvo un cargo en el Gabinete de Mineralogía, Geología y Paleontología de la Escuela Nacional de Ingeniería. 

## Trayectoria
Fue hija del famoso ingeniero Joaquín de Mendizábal y Tamborrel (1852-1926), quien la cobijó y motivó para estudiar. “Parte del éxito de Mendizábal fue su núcleo familiar; tuvo un padre visionario, ingeniero también, y graduado de la misma escuela. Con su apoyo y la inspiración para dedicarse a lo mismo que él, esta chica por fortuna arropada, consiguió lo inédito en un país por demás machista".
De 1913 a 1917, Concepción cursó la educación básica e ingresó en la Normal para Maestras de la capital, inscribiéndose, posteriormente, a los cursos de matemáticas superiores impartidos en la Escuela de Altos Estudios.
En 1921, la Escuela Nacional de Ingenieros contaba con tan sólo cuatro mujeres, de las cuales ni siquiera Concepción se había graduado, ya que, al no poseer certificado de bachillerato, su registro académico se hizo en calidad de oyente. No fue sino hasta 1926 cuando consiguió regularizar su situación académica, obteniendo el pase definitivo e inscribiéndose a los cursos de ingeniería civil, suceso que se vio eclipsado con la muerte de su padre ese mismo año. A pesar de ello, dicha vicisitud no fue un obstáculo para Concepción, pues terminó la carrera en 1927.
Así, en enero de 1930, solicitó fecha de examen profesional, el cual fue programado para el 11 de febrero del mismo año en el salón de Solemnidades de la Facultad de Ingeniería, obteniendo el título de ingeniera civil al sustentar el examen con su tesis: Proyecto de una torre elevada de concreto armado para 300 m3 de agua, de 20 metros de alto con un mirador en la parte superior; desarrollando los principales detalles de la construcción. Su jurado estuvo compuesto por los profesores e ingenieros Claudio Castro (presidente), Alberto Barocio (secretario) y los sinodales Salvador Medina, Ángel Peimbert y Eugenio Kleimberg. En el acta del examen se afirma que Concepción fue la primera ingeniera: "Hacemos constar que la Srita. Mendizábal es la primera mujer que en la Facultad de Ingeniería de la Universidad Nacional ha obtenido el título de Ingeniera Civil".
La Revista de Ingeniería publicó sobre este examen lo siguiente: “Bien sabido es que en nuestro medio la intervención de la mujer en aquellos campos profesionales que parecen ser exclusivamente del dominio del hombre es una labor ardua y desesperante para ella; sin embargo, en nuestras facultades se han graduado algunas mujeres y no es una novedad el saber que existen doctores o abogados mujeres. Más la carrera de Ingeniero había quedado fuera de las aspiraciones de los anhelos femeniles. Lo rígido de las materias que constituyen su enseñanza, lo inapropiado para la mujer de abordar muchos de los trabajos que constituyen la actividad del ingeniero, etcétera; sin duda que hacen en gran parte inaccesible para la mujer esta difícil y noble profesión; por esto resalta la actitud, constancia y decidida voluntad de la Srta. Mendizábal en iniciar, continuar y lograr con éxito su carrera”.
Además de su tesis, Mendizábal entregó su Memoria de las Prácticas que realizó como estudiante de la ENI, como se usaba antes de la reforma académica que se dio en la Universidad al conseguir su autonomía en 1929. Ella realizó prácticas de materiales en el Laboratorio de Ensayes de Materiales de la Escuela y en el de la Comisión Nacional de Caminos.
“La primera Ingeniera Civil, que además fue admirada por su inteligencia por parte de sus maestros, fue un inicio de otra perspectiva; pese a los ojos de la sociedad clavados en su decisión, su claridad fue el utensilio poderoso para hacerse camino.”
Mendizábal tuvo una destacada labor como Protosecretaria de la Sociedad Científica Antonio Alzate de la que su padre fue uno de los fundadores. En 1934 fue coautora del Índice general por autores y materias de los tomos 1 al 52 (1887-1931) de las Memorias' y Revista de la Sociedad Científica Antonio Alzate, junto con Rafael Aguilar y Santillán, socio fundador y secretario perpetuo de la Sociedad.

## Primeras ingenieras graduadas en la ENI
Primeras ingenieras graduadas en la Escuela Nacional de Ingeniería (1930-1969) 
- 1.- Concepción Mendizábal (Ingeniería Civil, 11 de febrero de 1930)
- 2.- Laura Cuevas Bulnes (Ingeniería Civil, 31 de enero de 1938)
- 3.- María del Carmen Grimaldo y Cantero (Ingeniería Civil, 1 de julio de 1939)
- 4.- Ángela Alessio Robles (Ingeniería Civil, 7 de diciembre de 1943)
- 5.- Elia Mendieta Márquez (Ingeniería Civil, 1944)
- 6.- Angelina Pérez López de Hinojosa Franco (Ingeniería Civil, 1944)
- 7.- Ana María Cavero del Valle (Ingeniería Civil, 1946)
- 8.- Amalia Cavero Villanueva (Ingeniería Civil, 1946)
- 9.- María Elena Barraza Gutiérrez (Ingeniería Civil, 1947)
- 10.- Graciela López Núñez de Castellanos (Ingeniería Civil, 1947)
- 11.- Leda Speziale San Vicente (Ingeniería Civil, 1954)
- 12.- California Odha Zertuche Díaz (Ingeniería Civil, 1954)
- 13.- Enriqueta García Amaro (Ingeniería Topográfica, 1956; era estudiante de la ENI en 1948)
- 14.- María Luisa Silva Puga (Ingeniería Civil, 1969; era estudiante de la ENI en 1948)
- 15.- Josefa Cuevas de Sansores (Ingeniería Geológica, 7 de octubre de 1950)[4]

## Premio Ruth Rivera
En 1974, Mendizábal fue reconocida con el Premio Ruth Rivera junto con la primera arquitecta mexicana, la veracruzana María Luisa Dehesa y Gómez Farías]Arquitectura (Universidad Nacional Autónoma de México) |Escuela Nacional de Arquitectura (Academia de San Carlos) de la UNAM. La ceremonia, encabezada por el rector Guillermo Soberón Acevedo, se llevó a cabo en el salón "El Generalito" de la Escuela Nacional Preparatoria.